# Sarah Bolger

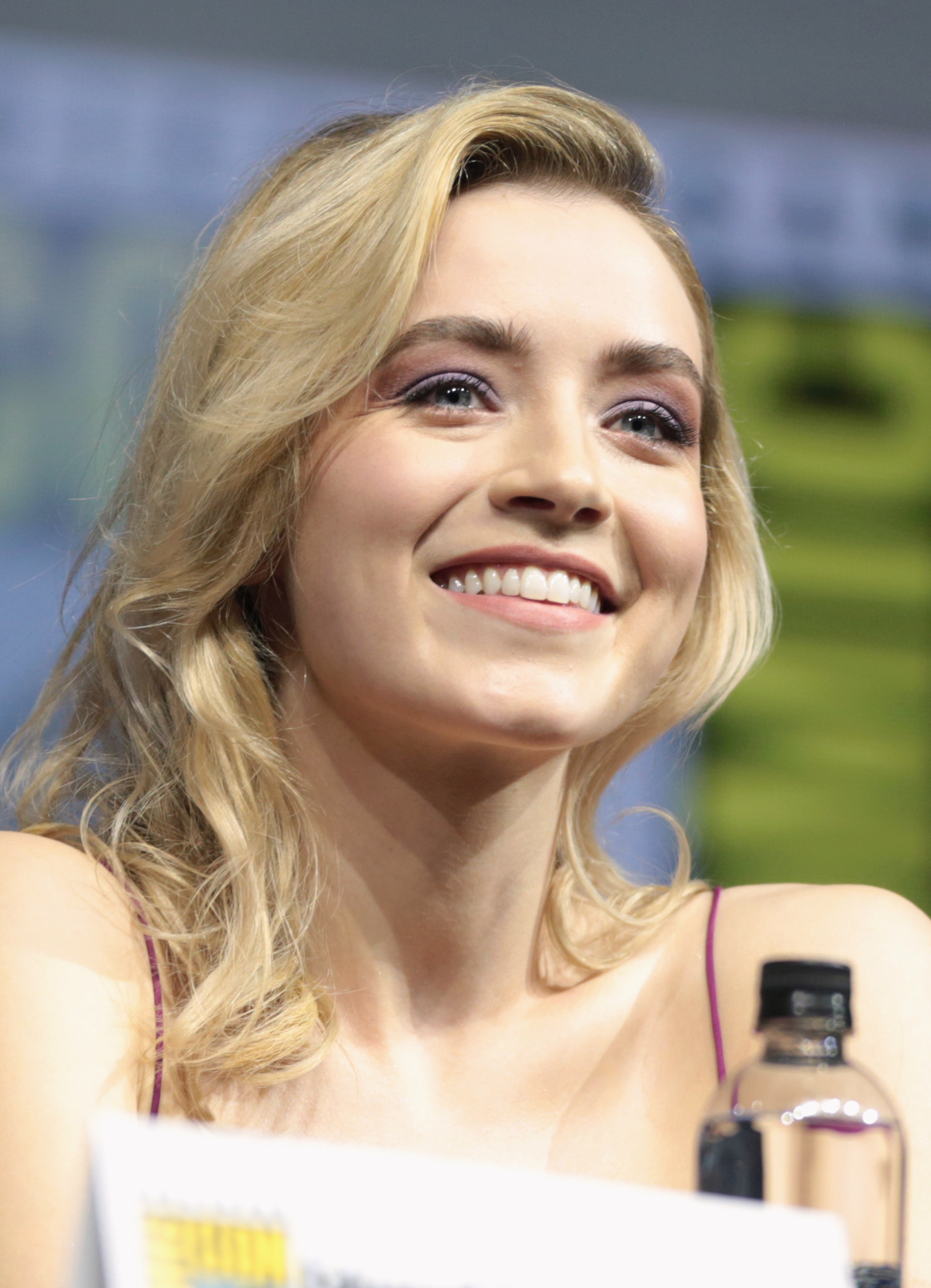
Sarah Bolger (2018)

Sarah Bolger (* 28. Februar 1991 in Dublin) ist eine irische Filmschauspielerin.

## Karriere
Sarah Bolger besuchte als Kind die Young-Peoples-Theatre-Schule in Dublin und wurde dort 1999 für ihre erste Filmrolle in A Love Divided gecastet. Höhere Bekanntheit erlangte Bolger 2002 durch den Film In America, in dem sie zusammen mit ihrer jüngeren Schwester Emma mitspielte.  Für diese Rolle wurde sie auch von der Chicago Film Critics Association als Vielversprechendste Darstellerin nominiert, gewann den Iowa Film Critics Award und sie erhielt eine Nominierung für den Independent Spirit Award als Beste Nebendarstellerin sowie bei den Satellite Awards 2004. 2009 zählte sie zu den zehn Shooting Stars des europäischen Films, die an der Berlinale teilnahmen.
Seither war sie in weiteren Film- und Fernsehproduktionen zu sehen. Von 2008 bis 2010 spielte sie in der Serie Die Tudors mit, in der sie Maria I. verkörperte. Ein jeweils weiteres längeres Engagement hatte sie in den Serien Once Upon a Time – Es war einmal … und Into the Badlands. Vier Mal war sie für den Irish Film and Television Awards nominiert und 2010 konnte sie den Preis einmal gewinnen. Von 2018 bis 2023 spielte sie in der Serie Mayans M.C. als Emily Galindo mit.

## Filmografie (Auswahl)
- 1999: A Love Divided
- 2002: In America
- 2005: Ein Haus in Irland (Tara Road)
- 2006: Stormbreaker
- 2008: Die Geheimnisse der Spiderwicks (The Spiderwick Chronicles)
- 2008–2010: Die Tudors (The Tudors, Fernsehserie, 23 Episoden)
- 2011: Die Sehnsucht der Falter (The Moth Diaries)
- 2012–2015: Once Upon a Time – Es war einmal … (Once Upon a Time, Fernsehserie, 16 Episoden)
- 2013: Crush
- 2013: As Cool as I Am
- 2015: The Lazarus Effect
- 2015: Emelie
- 2015: My All-American
- 2015–2017: Into the Badlands (Fernsehserie, 11 Episoden)
- 2016: Marvel’s Agent Carter (Fernsehserie, 3 Episoden)
- 2016: Outlaw
- 2017: Halaleluja – Iren sind menschlich! (Halal Daddy)
- 2018–2019: Counterpart (Fernsehserie, 6 Episoden)
- 2018–2023: Mayans M.C. (Fernsehserie)
- 2019: Dem Leben auf der Spur (End of Sentence)
- 2019: A Good Woman Is Hard to Find
- 2021: We Broke Up
- 2022: Breathing Happy
- 2024: Things Will Be Different
- 2024: Rematch (Fernsehserie)
- 2025: Descendent

## Auszeichnungen
- 2009: Berlinale Shooting Stars Award
- 2010: Irish Film & Television Awards Beste Schauspielerin in einer TV-Nebenrolle[3]